# Clortermina
La clortermina (Voranil) è stato sviluppato da Ciba negli anni '60 ed è un farmaco anoressizzante della classe delle anfetamine. È l'analogo 2- cloro della fentermina, un noto soppressore dell'appetito. La clortermina produce tassi molto bassi di autosomministrazione negli animali come la clorfentermina e di conseguenza probabilmente non agisce sulla dopamina. Invece, può agire come agente di rilascio della serotonina e/o della norepinefrina.